# Ventall d'esca (grup de bolets)
Els ventalls d'esca són bolets aplanats en forma de ventall, de marge generalment prim i de revers amb porus des de fins fins a laberíntics o lamel·liformes.
Hi ha ventalls de carn blanquinosa (Cerrena, Oxyporus, Daedalea, Heterobasidion) i altres de carn bruna (Fuscoporia, Ganoderma, Gloeophyllum). Alguns ventalls d’esca (Cerrena unicolor) tenen formes intermèdies amb crostes d’esca, per la qual cosa en el camp podem trobar bolets en crosta i en ventall alhora.

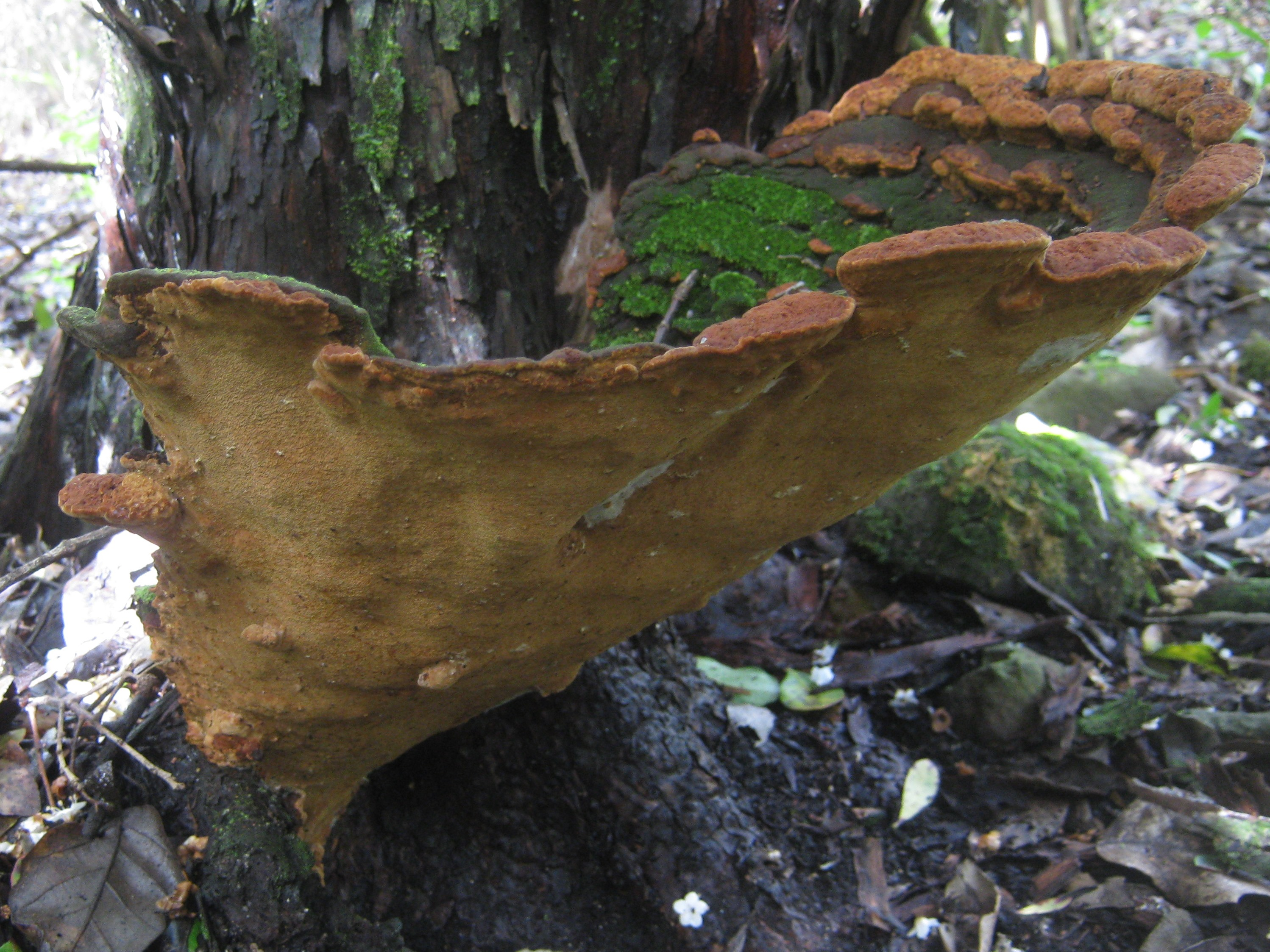
Ventall d’esca d’alzina (Fuscoporia torulosa)

## Exemples més corrents
Les espècies de ventalls d'esca més corrents són:
- Ventalls de carn clara: 
  - Cerrena unicolor, ventall d’esca de molsa
  - Oxyporus populinus, ventall d’esca de pollancre
  - Daedalea quercina, ventall d’esca de roure
  - Heterobasidion annosum, ventall d’esca de vora blanca o ventall d’esca de les arrels
- Ventalls de carn bruna: 
  - Ganoderma applanatum, ventall d’esca aplanat
  - Fuscoporia torulosa, ventall d’esca d’alzina
  - Gloeophyllum abietinum, ventall d’esca d’avet
  - Ganoderma adspersum, ventall d’esca engruixit
  - Gloeophyllum sepiarium, ventall d’esca de les tanques